# Ларионов, Николай Евгеньевич
Никола́й Евге́ньевич Ларио́нов (19 февраля 1957, Волхов, Ленинградская область, РСФСР, СССР) — советский и российский футболист, российский футбольный тренер. Мастер спорта СССР.

## Биография
Бо́льшую часть карьеры провёл в ленинградском «Зените», в составе которого стал чемпионом СССР в 1984 году. В дубль «Зенита» он перешёл в 17 лет, но заиграть сразу в команде мастеров ему не удалось, и на несколько сезонов Ларионов отправился в ленинградское «Динамо». В 1979 он вернулся в «Зенит», после чего более 10 сезонов защищал цвета клуба, в 1983—1985 годах был капитаном.
Один из немногих игроков «Зенита», постоянно выступавших за сборную СССР (больше него из зенитовцев за сборную сыграл только Василий Данилов). В 1983 году получил тяжелейшую травму, но через год, когда «Зенит» боролся за золото, вернулся на поле и в «золотом» матче против «Металлиста» открыл счет.
Бронзовый призёр чемпионата СССР 1980 года, обладатель Суперкубка СССР 1985 года. Трижды включался в список 33 лучших футболистов сезона в СССР (№ 2 — 1983, 1985, № 3 — 1984). Являлся игроком сборной СССР (19 игр, 2 гола), в её составе участвовал в ЧМ-1986.
Завершив карьеру игрока, работал тренером в СДЮШОР «Зенит». Был членом тренерского штаба «Зенита», одно время возглавлял дублирующий состав. В 2004—2006 годах работал в «Зените» начальником команды. В сентябре 2006 года был уволен с последней должности в связи с её сокращением.
С 2008 года работал в тренерском штабе молодёжной команды «Зенита», в 2009 году исполнял обязанности главного тренера. Под его руководством молодёжная команда стала чемпионом России 2009 года.
По состоянию на февраль 2017 года — селекционер в Академии ФК «Зенит».